# Сабукіо
Сабукіо (груз. საბუკიო) — село в Грузії.
За даними перепису населення 2014 року в селі проживає 186 особи.